# Окомкование

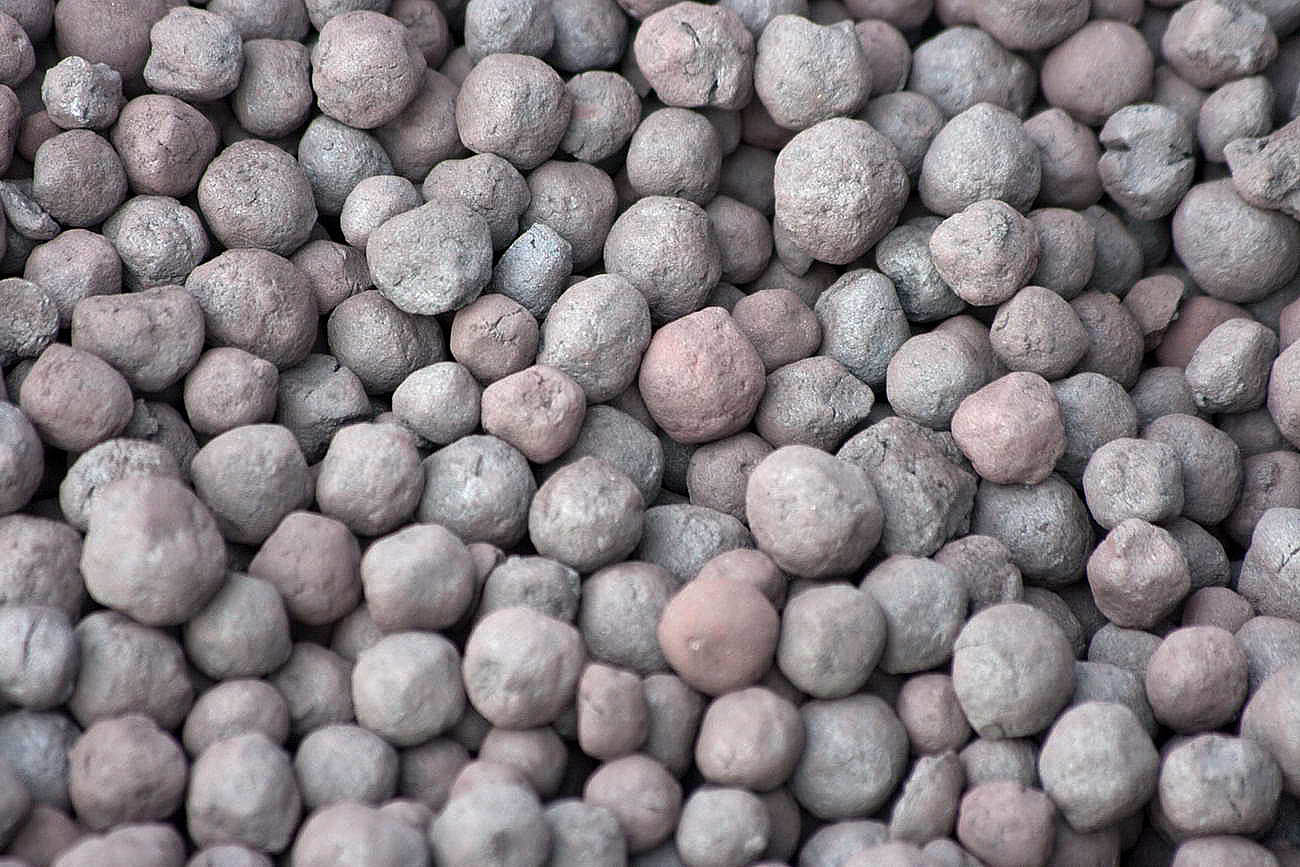
Обожжённые железорудные окатыши

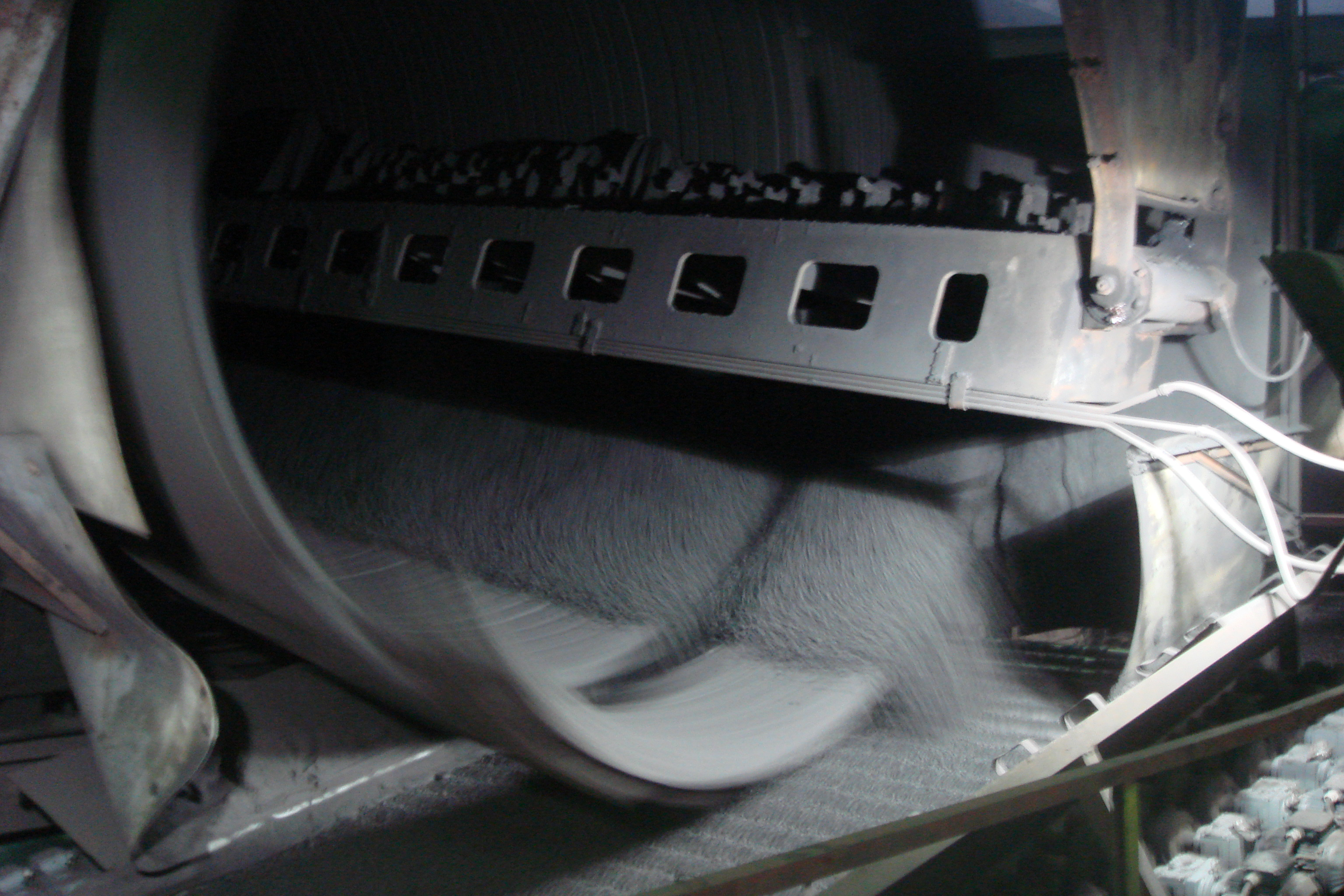
Барабанный окомкователь

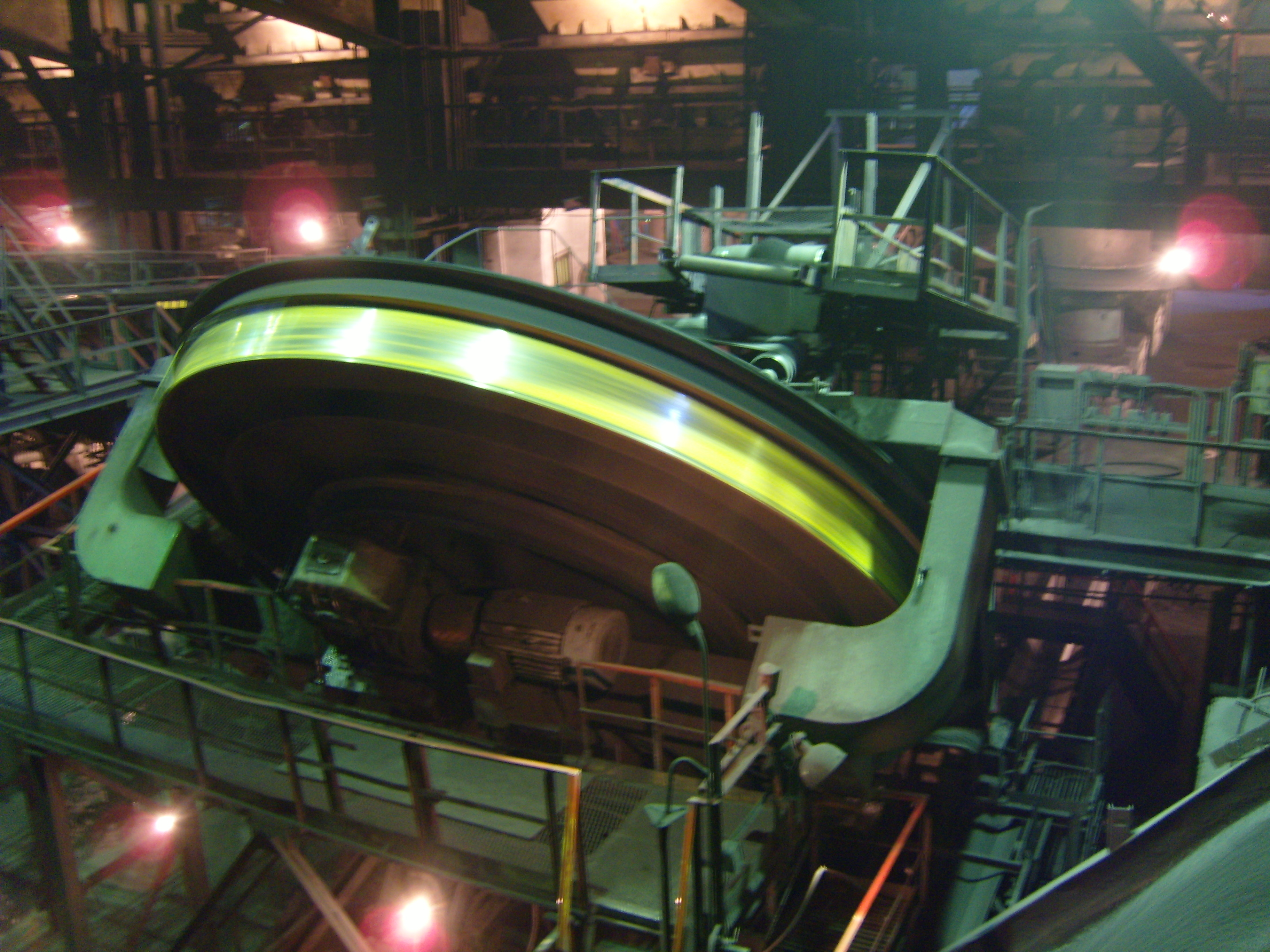
Тарельчатый окомкователь

Окомкова́ние (ока́тывание) — процесс окускования увлажнённых тонкоизмельчённых материалов, основанный на их способности при перекатывании образовывать гранулы сферической формы (окатыши).

## История
Процесс окомкования приобрёл актуальность при разработке относительно бедных месторождений полезных ископаемых. В этом случае руда, как правило, подвергается тонкому измельчению для раскрытия полезных минералов, что, в свою очередь, приводит к получению тонкозернистых концентратов, не пригодных для агломерации. Способ окомкования мелких сыпучих материалов впервые запатентован A. Андерсеном (Швеция) в 1912. B СССР первые исследования по окомкованию концентратов относятся к 1930 году. B СССР первая фабрика окомкования на Соколовско-Сарбайском ГOKe для производства окатышей из магнетитовых концентратов.

## Применение в промышленности
Окомкование применяется для подготовки тонкоизмельчённых и пылеватых материалов для металлургии, передела и транспортировки их на большие расстояния. Преимущественное распространение окомкование получило для железорудных концентратов. Окомкованию подвергают также хромовые, фосфористые и флюоритовые концентраты, а в некоторых случаях и концентраты руд цветных металлов. Окомкование является наиболее целесообразным способом окускования тонкоизмельченных концентратов (менее 0,07 мм).
При окомковании железорудных концентратов в специальных окомкователях (грануляторах) получают сырые окатыши, как правило, диаметром 10—15 мм, которые затем подвергают обжигу на обжиговых машинах для упрочнения. В дальнейшем окатыши применяются в качестве составной части шихты для доменных печей при производстве чугуна, а также в качестве добавок при производстве стали различными методами. Возможно получение частично восстановленных и металлизованных окатышей в специальных агрегатах (процесс DRI).
В качестве связующих добавок для производства окатышей применяют бентонит, гашёную известь, хлорид кальция и натрия, сульфат железа и пр. Наибольшее распространение получил бентонит, обладающий свойством сильно набухать при поглощении воды (увеличение объёма осадка в 15—19 раз).
Окомкование сыпучих материалов может применяться как технологический этап других металлургических процессов. Например, шихта для производства агломерата также подвергается окомкованию перед загрузкой на агломашину.

## Описание процесса
Измельчённый железорудный порошок можно отнести к гидрофильным дисперсным системам, характеризующимся интенсивным взаимодействием с водой. В такой системе стремление к уменьшению энергии реализуется как за счёт снижения величины поверхностного натяжения на границе раздела фаз (при взаимодействии с водой), так и за счёт укрупнения частиц (в результате их сцепления). Таким образом, можно считать, что в целом дисперсная система «железорудный материал — вода» обладает определённым термодинамическим стремлением к окомкованию.
Ведущим фактором, определяющим прочность сцепления частичек во влажном состоянии, является величина удельной поверхности материалов, которая в большей степени связана с содержанием наиболее мелких фракций. Другим важным фактором, влияющим на окомкование, является содержание в шихте влаги. Так, например, получаемый путём флотации или при обогащении в винтовых сепараторах концентрат из кристаллических немагнитных руд (например, спекулярит) из-за сравнительно большой крупности зерен пластинчатого строения или наличия на них гидрофобной плёнки флотореагентов обладает худшей комкуемостью, вследствие чего подобные материалы перед окомкованием доизмельчаются.
Для получения сырых окатышей из тонкоизмельченных железорудных концентратов на фабриках окомкования устанавливают барабанные или чашевые (тарельчатые) окомкователи (см. иллюстрации).
Начальная стадия получения окатыша может представляться как процесс обволакивания капли воды шихтой, попавшей на неё, за счёт сил поверхностного натяжения капли воды. Очень упрощенно это аналогично процессу свертывания пыли в шарики при начале дождя. При продолжении движения сыпучего материала во вращающемся барабане или чаше начальные зародыши накатываются шихтовыми материалами до образования гранул (окатышей) шаровой формы диаметром 8—18 мм. В дальнейшем непрерывный (установившийся) процесс окомкования поддерживается за счёт постоянного ссыпания и ударов зародышей окатышей о слой неокомкованных шихтовых материалов.
Для обеспечения прочности, удовлетворяющей требованиям доменной плавки, окатыши подвергаются упрочняющему обжигу при температуре около 1300 °C в течение 5—10 мин чаще всего на конвейерных машинах, подобных агломерационным. Упрочнение окатышей при их обжиге достигается в результате припекания мелких рудных частичек друг к другу либо без жидкой фазы (расплава), либо при её минимальном количестве. В процессе обжига окатышей происходит диссоциация известняка, удаление большей части серы, образование новых минералов (силикатов, ферритов кальция и др.).

## Оборудование для окомкования
Барабанные окомкователи для окатышей устанавливают в замкнутом цикле с грохотом и подрешетный продукт (мелочь) направляют обратно в барабан в рециркуляцию, что ускоряет образование окатышей. Оптимальное количество циркуляционной нагрузки составляет 100—150 % от производительности окомкователя. Она может достигать и 300 %. При циркуляционной нагрузке менее 100 % окатыши имеют меньшую прочность, а при превышении 300 % в готовых окатышах будет содержаться недопустимое количество мелочи. Удельная производительность барабанных окомкователей 0,6—0,8 т/м2 в час — отношение часовой производительности к площади поверхности окатывания материала (то есть к площади внутренней поверхности барабана).
Чашевые окомкователи применяют для окомкования однокомпонентных хорошо комкующихся шихт с постоянными физико-химическими и минералогическими свойствами. В этом случае чашевые окомкователи могут давать классифицируемые по крупности окатыши, что позволяет вести технологический процесс без циркуляционной нагрузки и грохочения. Это упрощает схему цепи аппаратов и компоновочно-технологические проектные решения здания цеха окомкования. Применение чашевых окомкователей на тех фабриках, где это приемлемо по технологии, позволяет уменьшить численность оборудования на каждую технологическую линию, нагрузки на опорные конструкции здания, а также грузоподъёмность обслуживающих кранов. Чашевые окомкователи по сравнению с барабанными имеют более высокую удельную производительность (2—3 т/м2).